# Владислав Јовановић
Владислав Јовановић (Житни Поток, 9. јун 1933) српски је бивши дипломата. Јовановић је бивши амбасадор Југославије у Турској и министар иностраних послова у влади СР Југославије, у два мандата.

## Биографија
Рођен је у Житном Потоку 1933. године. Гимназију је завршио у Београду 1951, а након тога је дипломирао на Правном факултету у Београду.
Дипломатску каријеру је започео 1957. у министарству иностраних послова Југославије. Четири године је провео на положају референта амбасаде у Бриселу (1960—1964), затим други секретар амбасаде у Анкари (1967—1971), савјетник амбасаде у Лондону (8. октобар 1975—1979). Био је амбасадор СФРЈ у Турској од 13. новембра 1985. до 1989.
Водио је неколико делегација Југославије на мировним и другим преговорима током деведесетих година ХХ вјека.

## Дјела
- Трагања за трагањима, поезија, Нова, Београд (1991)[5]
- Сестре, роман (2002)[6]
- Рат који се могао избећи, Нолит, Београд (2008), 395 стр.[7]
- Дипломатија и шах, Службени гласник, Београд (2011), 348 стр.[8]